# Colombia op de Olympische Zomerspelen 2004
Colombia nam deel aan de Olympische Zomerspelen 2004 in Athene, Griekenland. Er werden twee medailles gewonnen, een aantal dat sinds 1972 nooit meer was behaald.

## Medailleoverzicht
| Sport         | Olympiër          | Discipline      | Medaille |
| ------------- | ----------------- | --------------- | -------- |
| Gewichtheffen | Mabel Mosquera    | -53kg (v)       | Brons    |
| Wielrennen    | Maria Luisa Calle | puntenkoers (v) | Brons    |

## Deelnemers en resultaten per onderdeel

### Atletiek
| Olympiër                                                    | Discipline            | Resultaat | Prestatie                                                |
| ----------------------------------------------------------- | --------------------- | --------- | -------------------------------------------------------- |
| Paulo Villar                                                | 110m horden (m)       | 29e       | serie 3: 1ste in 13,44 (NR) kwartfinale 3: 8ste in 14,03 |
| Juan Carlos Cardona                                         | marathon (m)          | 51e       | 2:22.49                                                  |
| Jose Alirio Carrasco                                        | marathon (m)          | 43e       | 2:21.14                                                  |
| Luis Fernando López                                         | 20km snelwandelen (m) | 24e       | 1:26.34                                                  |
|                                                             |                       |           |                                                          |
| Melisa Murillo                                              | 100m (v)              | 42e       | serie 3: 5de in 11,67                                    |
| Digna Murillo                                               | 200m (v)              | 18e       | serie 7: 5de in 22,98 kwartfinale 2: 4de in 23,19        |
| Norma Gonzalez Digna Murillo Felipa Palacios Melisa Murillo | 4x100m (v)            | 10e       | serie 1: 5de in 43,30                                    |
| Sandra Zapata                                               | 20km snelwandelen (v) | 46e       | 1:42.22                                                  |
| Caterine Ibargüen                                           | hoogspringen (v)      | 30e       | 'kwalificatie groep B: 15de met 1,85m                    |
| Zuleima Aramendiz                                           | speerwerpen (v)       | 17e       | 'kwalificatie groep B: 7de met 59,94m                    |

### Boksen
| Olympiër            | Discipline | Resultaat | Prestatie                                                                            |
| ------------------- | ---------- | --------- | ------------------------------------------------------------------------------------ |
| Carlos José Tamara  | -48kg (m)  | 9e        | 1ste ronde: W van MAR Bouchtouk: 48-25 2de ronde: V van ITA Pinto: 35-49             |
| Oscar Escandon      | -51kg (m)  | 9e        | 1ste ronde: vrij 2de ronde: V van GER Rahimov: 15-25                                 |
| Likar Ramos Concha  | -57kg (m)  | 17e       | 1ste ronde: V van BLR Biarnadski: 18-32                                              |
| José David Mosquera | -60kg (m)  | 17e       | 1ste ronde: V van USA Escobedo: puntenovermacht                                      |
| Juan Camilo Novoa   | -69kg (m)  | 5e        | 1ste ronde: vrij 2de ronde: W van HUN Balog: 33-24 kwartfinale: V van KOR Kim: 23-25 |

### Gewichtheffen
| Olympiër           | Discipline | Resultaat | Prestatie                                                         |
| ------------------ | ---------- | --------- | ----------------------------------------------------------------- |
| Nelson Castro      | -56kg (m)  | 9e        | trekken: 9de met 117,5kg stoten: 8ste met 145kg totaal: 262,5kg   |
| Óscar Figueroa     | -56kg (m)  | 5e        | trekken: 4de met 125kg stoten: 3de met 155kg totaal: 280kg        |
| Nelson Castro      | -62kg (m)  | DNF       | trekken: geen geldige poging                                      |
| Carlos Andica      | -77kg (m)  | 18e       | trekken: 21ste met 142,5kg stoten: 17de met 180kg totaal: 322,5kg |
| Héctor Ballesteros | -85kg (m)  | 9e        | trekken: 13de met 157,5kg stoten: 9de met 197,5kg totaal: 355kg   |
|                    |            |           |                                                                   |
| Mabel Mosquera     | -53kg (v)  | Brons     | trekken: 3de met 87,5kg stoten: 3de met 110kg totaal: 197,5kg     |
| Ubaldina Valoyes   | -69kg (v)  | 8e        | trekken: 6de met 105kg stoten: 8ste met 127,5kg totaal: 232,5kg   |
| Tulia Medina       | -75kg (v)  | 8e        | trekken: 7de met 112,5kg stoten: 9de met 132,5kg totaal: 245kg    |
| Carmenza Delgado   | +75kg (v)  | 8e        | trekken: 9de met 120kg stoten: 8ste met 150kg totaal: 270kg       |

### Gymnastiek
| Olympiër      | Discipline               | Resultaat | Prestatie                             |
| ------------- | ------------------------ | --------- | ------------------------------------- |
| Jorge Giraldo | meerkamp individueel (m) | 32e       | kwalificatie: 32ste met 54,997 punten |

### Judo
| Olympiër       | Discipline | Resultaat | Prestatie                             |
| -------------- | ---------- | --------- | ------------------------------------- |
| Mario Valles   | -81kg (m)  | 21e       | 1ste ronde: V van BRA Conta: ippon    |
| Sergio Camacho | +100kg (m) | 21e       | 1ste ronde: V van AUS Pepic: ippon    |
|                |            |           |                                       |
| Lisseth Orozco | -48kg (v)  | 18e       | 1ste ronde: V van KAZ Shishkina: yuko |

### Paardensport
| Olympiër    | Discipline  | Resultaat | Prestatie                     |
| Dressuur    | Dressuur    | Dressuur  | Dressuur                      |
| ----------- | ----------- | --------- | ----------------------------- |
| Cesar Parra | individueel | 46e       | Grand Prix: 46ste met 62,917% |

### Schermen
| Olympiër                   | Discipline | Resultaat | Prestatie                                                                |
| -------------------------- | ---------- | --------- | ------------------------------------------------------------------------ |
| Angela Maria Espinosa Toro | degen (v)  | 9e        | 1ste ronde: W van RSA Tychler: 15-8 2de ronde: V van GER Heidemann: 3-15 |

### Schietsport
| Olympiër             | Discipline           | Resultaat | Prestatie                                           |
| -------------------- | -------------------- | --------- | --------------------------------------------------- |
| Diego Duarte Delgado | skeet (m)            | 15e       | kwalificatie: 15de met 120 punten (24-24-25-23-24)  |
| Danilo Caro          | trap (m)             | 33e       | kwalificatie: 33ste met 108 punten (24-24-21-21-18) |
|                      |                      |           |                                                     |
| Amanda Mondol        | 25m pistool (v)      | 13e       | kwalificatie: 13de met 577 punten (293-284)         |
| Amanda Mondol        | 10m luchtpistool (v) | 35e       | kwalificatie: 35ste met 368 punten (91-93-93-91)    |

### Schoonspringen
| Olympiër                    | Discipline    | Resultaat | Prestatie                                                                                             |
| --------------------------- | ------------- | --------- | --- |
| Juan Guillermo Uran Salazar | 3m plank (m)  | 31e       | voorronde: 31ste met 344,40 punten                                                                    |
| Juan Guillermo Uran Salazar | 10m toren (m) | 12e       | voorronde: 10de met 439,77 punten halve finale: 11de met 617,04 punten finale: 12de met 605,46 punten |

### Taekwondo
| Olympiër      | Discipline | Resultaat | Prestatie |
| ------------- | ---------- | --------- | --- |
| Julian Rojas  | +80kg (m)  | 7e        | voorronde: V van GRE Nikolaidis: 3-7 herkansingen: V van MAR Zrouri: 2-6 |
|               |            |           | |
| Gladys Mora   | -49kg (m)  | 4e        | voorronde: W van INA Putri: 2-2 kwartfinale: V van TPE Chen: 0-1 herkansingen: W van NEP Baidya: 5-(-1) herkansingen 2: W van GUA Carías: 2-0 bronzen finale: V van THA Boorapolchai: 1-2 |
| Paola Delgado | -57kg (m)  | 11e       | voorronde: V van MEX Salazar: 2-5 |

### Tennis
| Olympiër                         | Discipline     | Resultaat | Prestatie |
| -------------------------------- | -------------- | --------- | --- |
| Catalina Castaño                 | enkelspel (v)  | 32e       | 1ste ronde: V van GRE Daniilidou: 2-6, 1-6                                                                                              |
| Fabiola Zuluaga                  | enkelspel (v)  | 9e        | 1ste ronde: W van SCG Janković: 6-4, 6-1 2de ronde: W van ARG Suarez: 4-6, 7-6(1), 6-1 3de ronde: V van ITA Schiavone: 7-6(5), 1-6, 3-6 |
| Catalina Castaño Fabiola Zuluaga | dubbelspel (v) | 9e        | 1ste ronde: W van LUX Kremer/Schaul: 7-6(7), 2-6, 9-7 2de ronde: V van AUS Molik/Stubbs: 4-6, 2-6                                       |

### Triatlon
| Olympiër                 | Discipline | Resultaat | Prestatie  |
| ------------------------ | ---------- | --------- | ---------- |
| Fiorella D'Croz Brusatin | vrouwen    | 42e       | 2:21.03,46 |

### Wielersport
| Olympiër                  | Discipline                    | Resultaat | Prestatie                     |
| Baan                      | Baan                          | Baan      | Baan                          |
| ------------------------- | ----------------------------- | --------- | ----------------------------- |
| Wilson Meneses Guitierrez | tijdrit (m)                   | 13e       | 1.03,614                      |
| Leonardo Duque José Serpa | ploegkoers (m)                | 16e       | 3 punten (op 2 ronden)        |
|                           |                               |           |                               |
| Maria Luisa Calle         | puntenkoers (v)               | Brons     | 12 punten                     |
| Maria Luisa Calle         | individuele achtervolging (v) | 9e        | kwalificatie: 9de in 3.35,430 |
| Weg                       |                               |           |                               |
| Santiago Botero           | tijdrit (m)                   | 8e        | 59.04,76                      |
| Víctor Hugo Peña          | tijdrit (m)                   | 15e       | 1:00.09,89                    |
| Santiago Botero           | wegwedstrijd (m)              | 31e       | 5:41.56                       |
| Luis Laverde              | wegwedstrijd (m)              | 36e       | 5:41.56                       |
| Víctor Hugo Peña          | wegwedstrijd (m)              | DNF       | niet gefinisht                |
| Marlon Pérez              | wegwedstrijd (m)              | DNF       | niet gefinisht                |

### Worstelen
| Olympiër       | Discipline     | Resultaat      | Prestatie                                                                         |
| Grieks-Romeins | Grieks-Romeins | Grieks-Romeins | Grieks-Romeins                                                                    |
| -------------- | -------------- | -------------- | --------------------------------------------------------------------------------- |
| Luis Izquierdo | -66kg (m)      | 10e            | groep 5: 3de V van UKR Vardanyan: 0-13 V van TUR Eroğlu: 0-5 W van GEO Kvirkvelia |

### Zwemmen
| Olympiër       | Discipline           | Resultaat | Prestatie                |
| -------------- | -------------------- | --------- | ------------------------ |
| Camilo Becerra | 50m vrije slag (m)   | 36e       | serie 7: 5de in 23,23    |
| Camilo Becerra | 100m vrije slag (m)  | 53e       | serie 2: 2de in 52,57    |
| Omar Pinzón    | 200m rugslag (m)     | 35e       | serie 1: 3de in 2.07,26  |
| Camilo Becerra | 100m vlinderslag (m) | 37e       | serie 4: 5de in 54,71    |
|                |                      |           |                          |
| Paola Duguet   | 400m vrije slag (v)  | 29e       | serie 2: 1ste in 4.20,69 |
| Paola Duguet   | 800m vrije slag (v)  | 27e       | serie 1: 5de in 9.06,96  |

Afghanistan · Albanië · Algerije · Amerikaanse Maagdeneilanden · Amerikaans-Samoa · Andorra · Angola · Antigua en Barbuda · Argentinië · Armenië · Aruba · Australië · Azerbeidzjan · Bahama's · Bahrein · Bangladesh · Barbados · België · Belize · Benin · Bermuda · Bhutan · Bolivia · Bosnië en Herzegovina · Botswana · Brazilië · Britse Maagdeneilanden · Brunei · Bulgarije · Burkina Faso · Burundi · Cambodja · Canada · Centraal-Afrikaanse Republiek · Chili · China · Chinees Taipei · Colombia · Comoren · Congo-Brazzaville · Congo-Kinshasa · Cookeilanden · Costa Rica · Cuba · Cyprus · Denemarken · Djibouti · Dominica · Dominicaanse Republiek · Duitsland · Ecuador · Egypte · El Salvador · Equatoriaal-Guinea · Eritrea · Estland · Ethiopië · Fiji · Filipijnen · Finland · Frankrijk · Gabon · Gambia · Georgië · Ghana · Grenada · Griekenland · Groot-Brittannië · Guam · Guatemala · Guinee · Guinee‑Bissau · Guyana · Haïti · Honduras · Hongarije · Hongkong · Ierland · IJsland · India · Indonesië · Irak · Iran · Israël · Italië · Ivoorkust · Jamaica · Japan · Jemen · Jordanië · Kaaimaneilanden · Kaapverdië · Kameroen · Kazachstan · Kenia · Kirgizië · Kiribati · Koeweit · Kroatië · Laos · Lesotho · Letland · Libanon · Liberia · Libië · Liechtenstein · Litouwen · Luxemburg · Macedonië · Madagaskar · Malawi · Malediven · Maleisië · Mali · Malta · Marokko · Mauritanië · Mauritius · Mexico · Micronesië · Moldavië · Monaco · Mongolië · Mozambique · Myanmar · Namibië · Nauru · Nederland · Nederlandse Antillen · Nepal · Nicaragua · Nieuw-Zeeland · Niger · Nigeria · Noord-Korea · Noorwegen · Oeganda · Oekraïne · Oezbekistan · Oman · Oostenrijk · Oost‑Timor · Pakistan · Palau · Palestina · Panama · Papoea-Nieuw-Guinea · Paraguay · Peru · Polen · Portugal · Puerto Rico · Qatar · Roemenië · Rusland · Rwanda · Saint Kitts en Nevis · Saint Lucia · Saint Vincent en Grenadines · Salomonseilanden · Samoa · San Marino · Sao Tomé en Principe · Saoedi-Arabië · Senegal · Servië en Montenegro · Seychellen · Sierra Leone · Singapore · Slovenië · Slowakije · Soedan · Somalië · Spanje · Sri Lanka · Suriname · Swaziland · Syrië · Tadzjikistan · Tanzania · Thailand · Togo · Tonga · Trinidad en Tobago · Tsjaad · Tsjechië · Tunesië · Turkije · Turkmenistan · Uruguay · Vanuatu · Venezuela · Verenigde Arabische Emiraten · Verenigde Staten · Vietnam · Wit-Rusland · Zambia · Zimbabwe · Zuid-Afrika · Zuid-Korea · Zweden · Zwitserland